# Zanaihorn
Zanaihorn är en bergstopp i Schweiz. Den ligger i distriktet Wahlkreis Sarganserland och kantonen Sankt Gallen, i den östra delen av landet. Toppen på Zanaihorn är 2 821 meter över havet.
Terrängen runt Zanaihorn är huvudsakligen mycket bergig. Den högsta punkten i närheten är Pizol, 2 844 meter över havet, nordväst om Zanaihorn.
I omgivningarna runt Zanaihorn förekommer i huvudsak kala bergstoppar.